# Чеченская Википедия
Чеченская Википедия (чечен. Нохчийн Википеди) — раздел Википедии на чеченском языке. Создан 28 февраля 2005 года, базируется на кириллице.
На 17 июля 2025 года в Чеченской Википедии насчитывается 601 521 статья. По этому показателю раздел находится на 26 месте среди всех разделов Википедии.
С конца 2014 года это второй по числу статей раздел Википедии на языках народов России после Русской Википедии и крупнейший из разделов на нахско-дагестанских языках.

## История
В начале XXI века медленное развитие раздела вызывало нарекания. По результатам обсуждения в ноябре-декабре 2006 года раздел было решено сохранить.
В 2012 году застой в разделе привлёк внимание чеченской общественности. До 2013 года администраторами раздела были участники, которые размещали материалы сепаратистского характера. После обращения к стюардам полномочия с прежних администраторов и бюрократов были сняты и раздел начал активно развиваться. Первым администратором обновлённого раздела стал Тахиргеран Умар.
В конце 2013 года ботом Umarbot была произведена заливка стабов о населённых пунктах, размером в 3—5 КБ, в результате которой число статей в разделе выросло с 5000 до более чем 20 000. Глубина чеченской Википедии равняется 8,577.
На декабрь 2013 года в рейтинге тысячи статей, которые должны быть в каждой Википедии, раздел занимал 103 место среди всех разделов Википедии, а по объёму расширенного списка из 10 000 важнейших статей — 126 место среди всех разделов Википедии. В разделе имелось 5 избранных статей.
С 1 февраля 2014 года в Чеченской Википедии был включён механизм патрулирования статей.
18 июля 2015 года раздел достиг рубежа в 100 тысяч статей.
В 2018 году вторым администратором раздела стал Саид Мисарбиев.

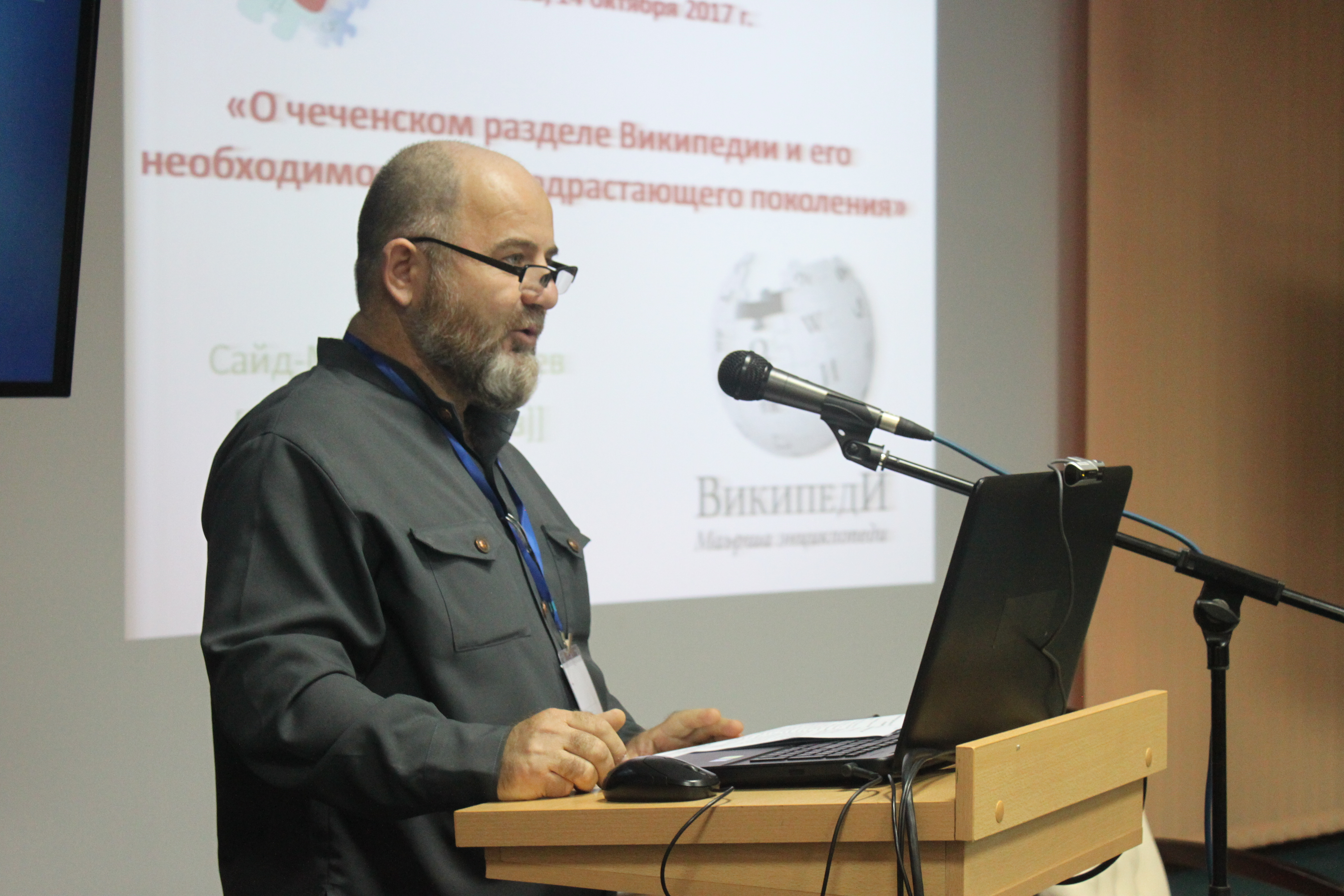
Вики-конференция 2017 (второй день). Саид-Магомед Кадиев (Мисарбиев) читает доклад о Чеченской Википедии

В ноябре 2022 года благодаря ботозаливкам число статей в разделе превысило 500 тысяч; по числу статей раздел занял третье место среди разделов на языках коренных народов России, после русского и украинского.
Участники Википедии на языках народов России помогают друг другу. По словам администратора татарской Википедии Фархада Фаткуллина, им помогает участник из чеченской Википедии.

## Статистика

### 2013 год
- 28 февраля 2013 года — 1604 статьи (202 место среди всех разделов);
- 28 апреля 2013 года — 2000 статей;
- 6 июля 2013 года — 3000 статей;
- 27 июля 2013 года — 100 000 правок;
- 12 сентября 2013 года — 4000 статей;
- 9 ноября 2013 года — 5000 статей (начало заливки массива стабов о населённых пунктах ботом Umarbot);
- 26 ноября 2013 года — 10 000 статей;
- 17 декабря 2013 года — 150 000 правок;
- 19 декабря 2013 года — 20 000 статей (98 место);

### 2014 год
- 7 марта — 200 000 правок;
- 29 апреля — 25 000 статей (96 место);
- 5 мая — 40 000 страниц;
- 10 мая — 30 000 статей (84 место);
- 2 августа — 50 000 статей (72 место).
- 16 ноября — Чеченская Википедия по количеству статей обошла татарскую, отодвинув её на 61 место;
- 16 ноября — Чеченская Википедия по количеству статей обошла тамильскую, отодвинув её на 60 место;
- 18 ноября — 400 тысяч правок;
- 7 декабря — 70 000 статей;
- 9 декабря — число статей в разделе достигло 72 195. Раздел обошёл Неварскую Википедию и поднялся на 58 место.
- 24 декабря — 75 000 статей;

### 2015 год
- 12 января — 77 777 статей;
- 14 февраля — 80 000 статей;
- 14 апреля — Чеченская Википедия по количеству статей обошла македонскую, отодвинув её на 58 место;
- 26 апреля — раздел обошёл Белорусскую Википедию и поднялся на 56 место;
- 11 мая — 100 тысяч страниц;
- 19 мая — раздел обошёл Окситанскую Википедию и поднялся на 55 место;
- 26 мая — 90 тысяч статей;
- 8 июня — 10 тысяч участников;
- 11 июня — 95 тысяч статей;
- 14 июня — раздел обошёл Тайскую Википедию и поднялся на 54 место;
- 15 июня — раздел обошёл Грузинскую Википедию и поднялся на 53 место;
- 24 июня — раздел обошёл Азербайджанскую Википедию и поднялся на 52 место;
- 2 июля — 800 тысяч правок;
- 18 июля — 100 тысяч статей;

### 2016 год
- 16 февраля — 1 млн правок[7].
- 21 сентября — 150 тысяч статей. Находится на 44 месте[8].

### 2022 год
- ноябрь — 500 тысяч статей. По числу статей раздел занял 29 место; по рейтингу тысячи статей, которые должны быть в каждом разделе — 93 место[9].

### 2023 год
Июнь 2023 года — 600 тысяч статей. 25 место в общем зачёте.

## Логотипы

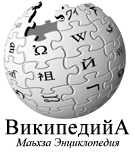
2007
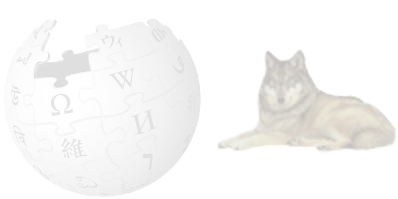
2010
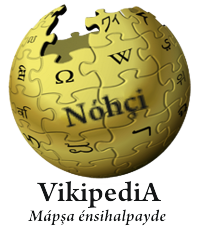
2010
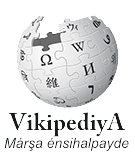
2010
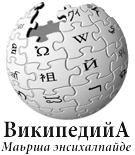
23 март 2013
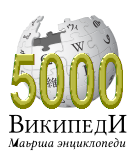
5 000
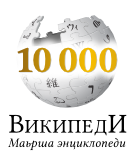
10 000
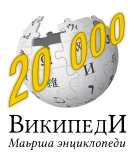
20 000
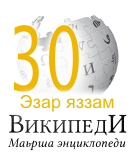
30 000
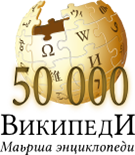
50 000
100 000
200 000